# Kokkai Futoshi
Kokkai Futoshi (黒海 太), de son vrai nom Levan Tsaguria, est un lutteur sumo né à Soukhoumi en Géorgie le 10 mars 1981. Commençant sa carrière en mai 2001, il est le premier Géorgien à atteindre la première division (Makuuchi) dans ce sport en 2004. Son plus haut rang a été komusubi qu'il a atteint en 2006. Il a gagné deux prix spéciaux pour sa combativité (Kantō-shō) et deux étoiles dorées (Kinboshi) pour avoir battu à deux reprises un yokozuna (le grade suprême chez les sumo). Il combat pour l'école Oitekaze et mesure 1,89 m pour 153 kg. Il prend sa retraite lors du tournoi de septembre 2012.

## Biographie

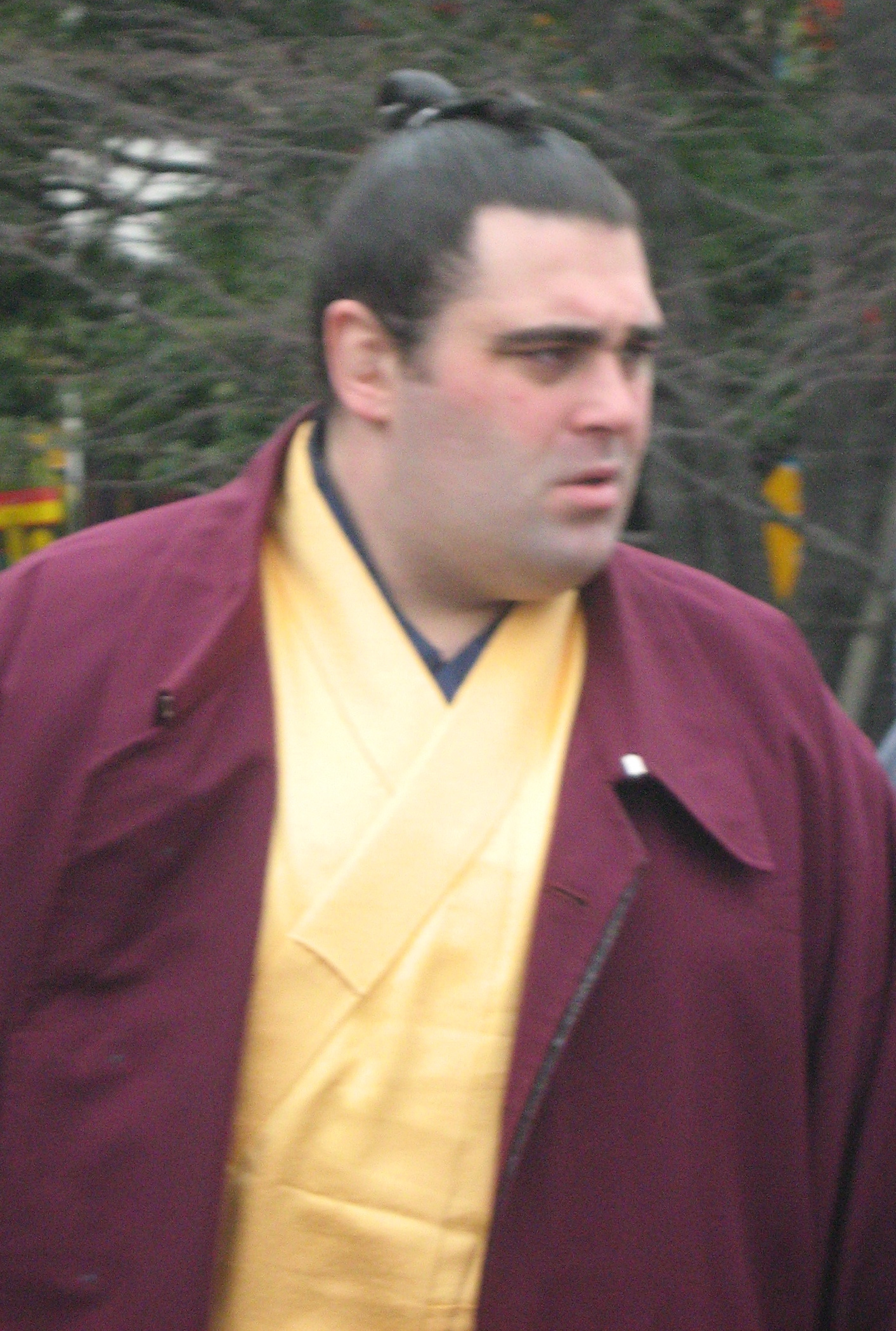
Kokkai Futoshi en janvier 2008.

Kokkai est né en 1981 à Soukhoumi dans la république autonome d'Abkhazie en Géorgie alors en URSS. La guerre d'Abkhazie de 1992-1993 força sa famille à s'installer à Tbilissi, la capitale géorgienne. Il commença à pratiquer la lutte à l'âge de six ans, entraîné par son père qui représentait l'Union soviétique dans ce sport. Inscrit à l'académie nationale des sports de Géorgie, il s'intéressa très vite au sumo et participa au championnat du monde amateur de sumo à Riesa en Allemagne. En janvier 2001, il s'installa à Tokyo au Japon et intégra l'école de sumo Oitekaze.
Il fit ses débuts professionnels en mai 2001. Son maître, Daishōyama Naoki, un ancien maegashira (plus bas rang de la première division), lui donna le shikona (nom de combattant) de Kokkai en référence au nom japonais de la mer Noire. Il s'imposa rapidement dans les basses divisions et remporta le championnat de la cinquième division (Jonidan) puis de la quatrième (Sandanme) avec un résultat parfait de 7 victoires pour 0 défaites. En janvier 2003, il remporta le championnat de la troisième division (Makushita) avec un score de 5-2 ce qui le fit entrer dans les deux premières division (Sekitori) en mai 2003. Après avoir remporté le championnat de la deuxième division (Jūryō) avec un score de 14-1 en novembre 2003, il entra dans la première division (Makuuchi) en janvier 2004, après seulement seize tournois depuis ses débuts.

## Carrière en première division

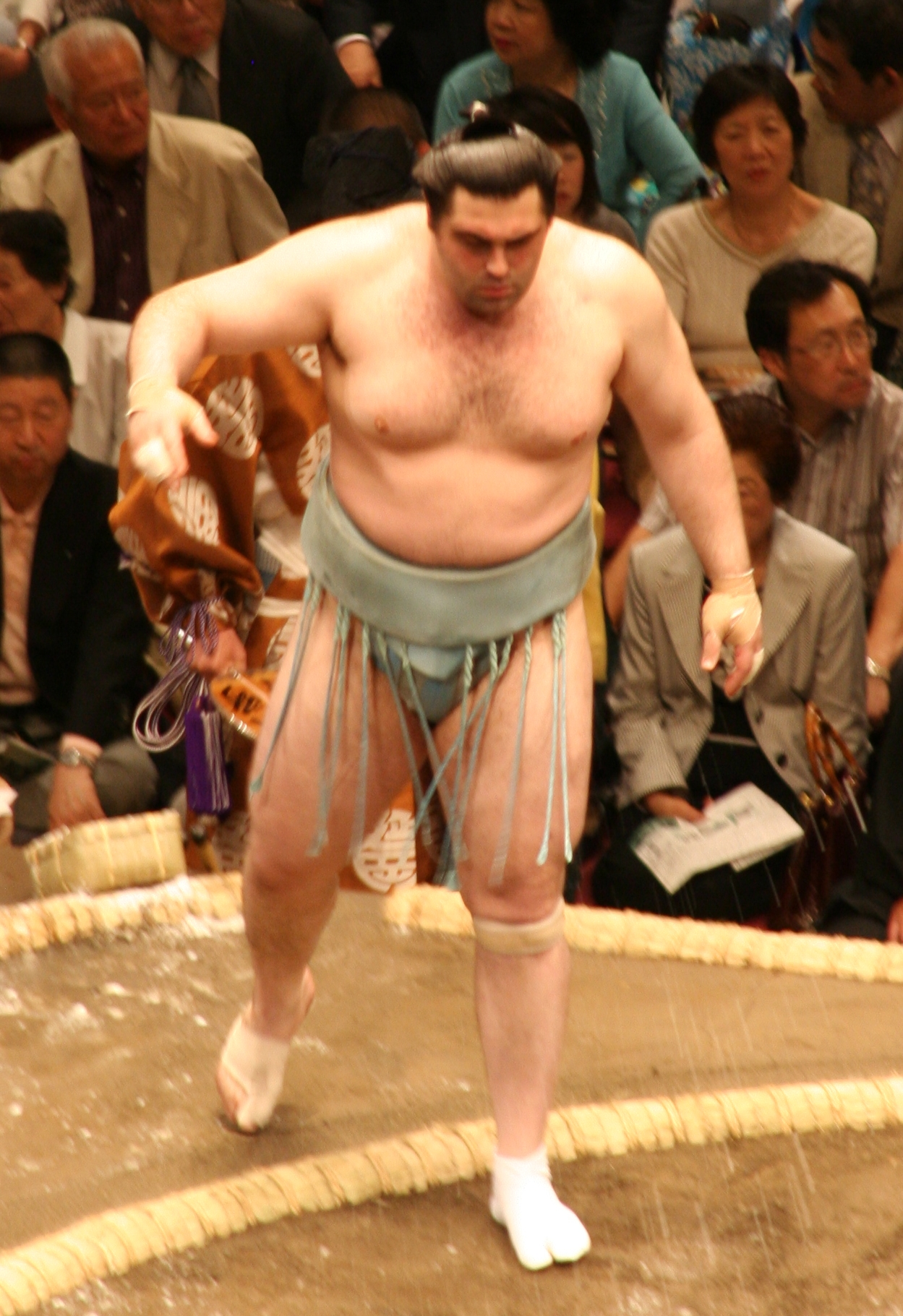
Kokkai en mai 2007.

Kokkai monta progressivement les échelons du rang maegashira et atteint le premier niveau en novembre 2004 avant de redescendre légèrement. En juillet 2005 eut lieu l'une de ses meilleures performances, lorsqu'il battit le yokozuna Akinori Asashōryū pour la première fois, remporta neufs victoires et reçu un prix spécial pour sa combativité (Kantō-shō). Il entra dans les quatre premiers rangs (San'yaku) en septembre 2006 avec le rang komusubi. Il eut un résultat victorieux de 8-7 mais fut rétrogradé au rang de maegashira après un pauvre bilan de 3-12 à cause d'une blessure au dos en novembre 2006.
En mars 2007, il eut un bon score de 10-5 mais il s'écroula en mai avec un bilan de 3-12 pour un rang de maegashira 2. Après un autre bilan négatif en juillet de la même année, il tomba au rang de maegashira 12 en septembre, son plus bas rang dans la première division. En novembre 2007, il eut un score de 9-6, son premier bilan positif depuis mars.
Après un solide résultat de 9-6 en janvier 2008, il produisit son meilleur score de première division pendant le tournoi suivant soit 12-3 pour un rang de maegashira 5, ce qui lui valut une deuxième place honorifique ex-æquo et un deuxième prix spécial pour sa combativité (Kantō-shō). Néanmoins, pendant le tournoi de mai 2008, il n'eut que 3 victoires sur 15 combats pour un rang de maegashira 1. Rétrogradé au niveau de maegashira 10, il ne réussit pas non plus le tournoi suivant avec un bilan négatif de 5-10. Il fut disqualifié pendant le match final contre Kimurayama Mamoru pour avoir tiré le chignon de son adversaire, ce qui est considéré comme un coup interdit (Kinjite). Kokkai déclara que c'était un geste involontaire et que c'était les bandes adhésives sur ses doigts qui s'étaient accrochés aux cheveux de Kimurayama. Pendant l'année 2009, il continua à monter et descendre dans les rangs maegashira avec des résultats allant de 8-7 à 5-10. 
Il n'a manqué aucun match depuis ses débuts et en juillet 2010, il effectua son 600e combat de première division. Gêné par une blessure au coude, il retomba en deuxième division (Jūryō) après le tournoi de janvier 2011 où il eut encore un résultat négatif de 3-12 pour un rang de maegashira 15, mettant fin à une série de 43 tournois consécutifs effectués en première division (Makuuchi). Pendant le tournoi d'examen technique de mai 2011 de la deuxième division, il eut de nouveau un bilan négatif avec cinq victoires pour dix défaites.
Il annonce son intai (retraite du sumo), lors de la 3e journée de l'Aki Basho 2012 en tant que Juryo 12 ouest.

## Style de combat

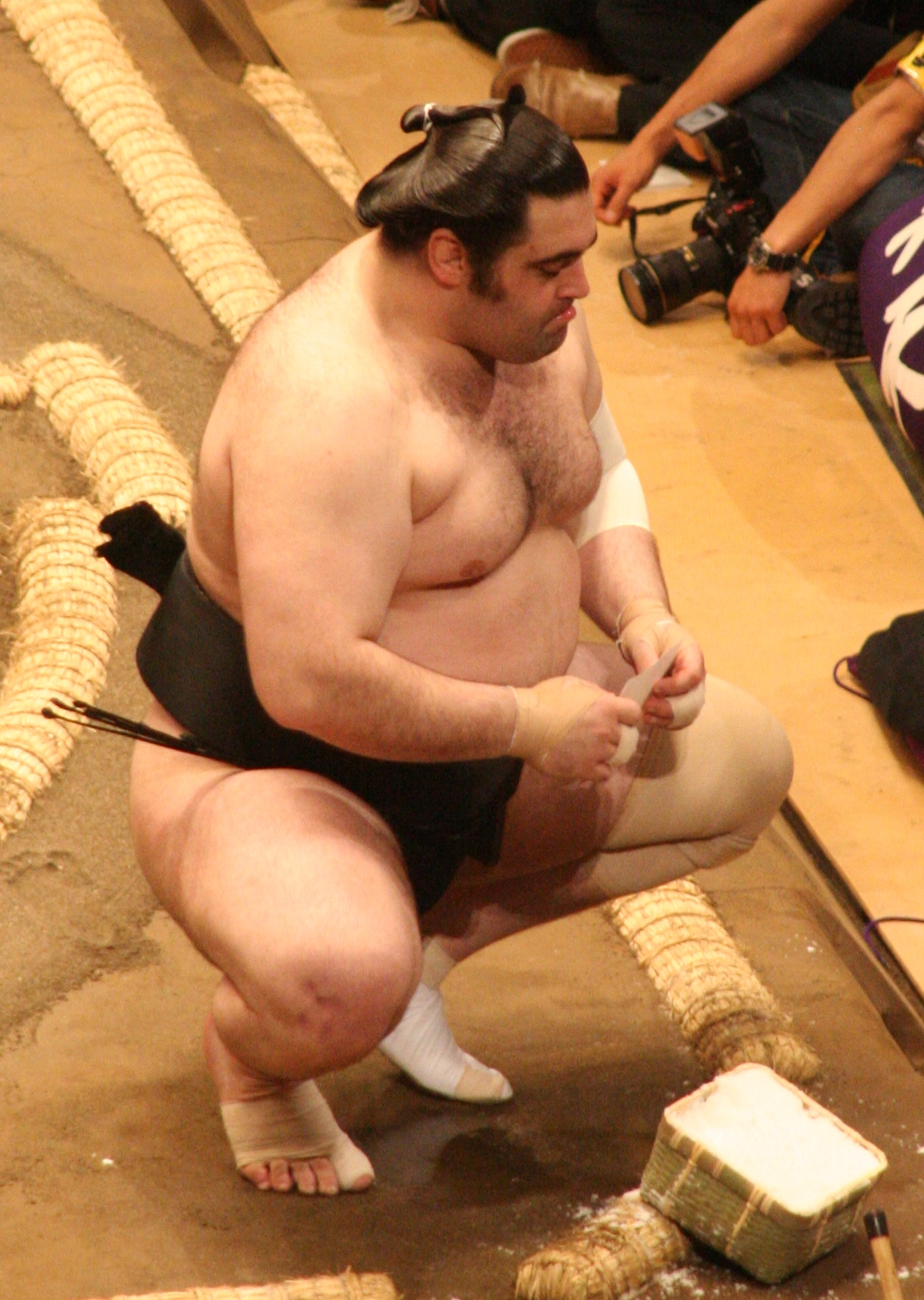
Kokkai en mai 2009.

À cause d'une blessure à la nuque, Kokkai fut forcé de changer de style de combat. Il commença à agripper de plus en plus la ceinture (Mawashi) de son adversaire, et à alterner des techniques d'écrasement et de poussée qu'il utilisait au début de sa carrière. Son profil à l'association japonaise de sumo indique que les techniques tsuki/oshi (jeter/pousser) sont ses préférées, et que son coup gagnant le plus fréquent est oshi-dashi (pousser dehors), puis yori-kiri, (dominer par la force). Il est également amateur de hataki-komi (tape basse) et de hiki-otoshi (tirer par le bas).

## Vie personnelle
Kokkai a retrouvé dans la première division d'autres lutteurs d'Europe de l'Est, comme le Bulgare Katsunori Kotoōshū, le Russe Aran Hakutora ou l'Estonien Baruto Kaito.